# Malerkasse
Die Malerkasse ist die gemeinsame Bezeichnung für die Gemeinnützige Urlaubskasse für das Maler- und Lackiererhandwerk e.V. und die Zusatzversorgungskasse des Maler- und Lackiererhandwerks VVaG. Dies sind die tariflichen Sozialkassen für die Branche.
Beide Kassen stehen in der Trägerschaft der Arbeitgeberverbände im Maler-Lackiererhandwerk (vertreten durch den Bundesverband Farbe Gestaltung Bautenschutz) und der Gewerkschaft Bauen Agrar Umwelt (IG BAU).

## Urlaubskasse
Die Gemeinnützige Urlaubskasse für das Maler- und Lackiererhandwerk ist ein eingetragener Verein, der 1971 von den Tarifvertragsparteien gegründet wurde. Zweck der Kasse ist es, die Urlaubsansprüche und -entgelte der Arbeitnehmer bei häufigen unterjährigen Arbeitsplatzwechsel abzusichern. Kritikpunkte ergeben sich daraus, dass kurzfristige Beschäftigungsverhältnisse im Maler- und Lackiererhandwerk seit Jahren die Ausnahme sind, hierdurch wäre eine Absicherung der Arbeitnehmeransprüche durch das Bundesurlaubsgesetz ausreichend. Neben dem Urlaubsgeld umfassen die Leistungen der Urlaubskasse auch Ausgleichsbeträge für Fehlzeiten bei Krankheit, Mutterschutz, schlechter Witterung, Weiterbildung oder Ehrenamt.

## Zusatzversorgungskasse
Die 1975 gegründete Zusatzversorgungskasse des Maler- und Lackiererhandwerks ist ein Versicherungsunternehmen, das als Pensionskasse im Alter oder für den Fall der Invalidität Zuzahlungen zur gesetzlichen Rente leistet.

### Rentenbeihilfe
Die Rentenbeihilfe ist eine betriebliche Altersversorgung für alle Arbeitnehmer, die 1975 und früher geboren wurden und bereits bis 2005 im Gewerbe tätig waren. Die Leistungen umfassen zum einen eine garantierte Altersbeihilfe, sowie Beihilfen zu Renten wegen verminderter Erwerbsfähigkeit bzw. zu Renten der gesetzlichen Unfallversicherung, wenn eine Erwerbsminderung von mindestens 50 % vorliegt.

### ZVK Zukunft Rente
Die sogenannte „ZVK-Zukunft-Rente“ ist eine kapitalgedeckte Rente als neue Form der betrieblichen Altersversorgung. Versichert sind alle Arbeitnehmer, die 1976 und später geboren wurden und alle, die ab 2006 erstmals im Maler-Lackiererhandwerk beschäftigt waren. Gewährt wird eine Altersrente oder eine Erwerbsminderungsrente.

### Maler-Lackierer-Rente
Die sogenannte Maler-Lackierer-Rente ist eine freiwillige Zusatzrente für gewerbliche Arbeitnehmer und technische/kaufmännische Angestellte. Die tarifliche Zusatzrente basiert auf dem Prinzip der Entgeltumwandlung. Dabei können pro Jahr bis zu vier % der Beitragsbemessungsgrenze der gesetzlichen Rentenversicherung steuer- und sozialversicherungsfrei angespart werden. Der Versicherte kann dabei selbst entscheiden, welcher Teil seines Einkommens angespart werden soll. Dazu gehören das Bruttogehalt, Sonder- und Einmalzahlungen, vermögenswirksame Leistungen, sowie Guthaben auf Arbeitszeitkonten. Auf die Ansparbausteine wird ein Arbeitgeberzuschuss in Höhe von 12 % gegeben. Arbeitnehmer, die am Urlaubskassenverfahren teilnehmen, erhalten zusätzlich einen Zuschuss in Höhe von 14,30 % des Arbeitnehmer-Eigenanteils von der zvk.

## Geltungsbereich
Die Leistungen können (und müssen) ausschließlich von Unternehmen in Anspruch genommen werden, für die der Rahmentarifvertrag des Maler- und Lackiererhandwerks (RTV) gilt. Dies gilt auch für die Verpflichtung zur Zahlung von Beiträgen. Dies sind alle in Deutschland(außer dem Saarland) ansässigen Betriebe, die, gemessen an der Arbeitszeit, überwiegend Tätigkeiten des Maler- und Lackiererhandwerks ausführen. Der betriebliche Geltungsbereich des Rahmentarifvertrages für das Maler- und Lackiererhandwerk (RTV) zählt beispielhaft einige Tätigkeiten auf:
„Alle Betriebe des Maler- und Lackiererhandwerks. Dies sind Betriebe und selbstständige Betriebsabteilungen, die Maler-, Lackierer-, Tüncher-, Weißbinder-, Schildermaler-, Fahrzeug- und Metalllackierer-, Gerüstbau-, Entrostungs- und Eisenanstrich-, Wärmedämmverbundsystem-, Betonschutz-, Oberflächensanierungs-, Asbestbeschichtungs-, Fahrbahnmarkierungs- sowie Bodenbeschichtungs- und Belagsarbeiten ausführen...“
Das Bundesministerium für Arbeit und Soziales hat die Tarifverträge zu den Urlaubs- und Zusatzversorgungskassen für allgemeinverbindlich erklärt. Somit gelten diese für alle Arbeitnehmer und Arbeitgeber im Geltungsbereich des Rahmentarifvertrags. Auf die Zugehörigkeit des Betriebs zur Innung und die Mitgliedschaft des Arbeitnehmers in der Gewerkschaft kommt es nicht an.